# Clausidium caudatum
Clausidium caudatum is een eenoogkreeftjessoort uit de familie van de Clausidiidae. Thomas Say beschreef de soort wetenschappelijk in 1818 als Binoculus caudatum. Charles Branch Wilson bracht ze in 1922 onder in het geslacht Clausidium. Het is een parasiet die leeft op het lichaam van de tienpotige Callianassa major (synoniem van de geaccepteerde naam Callichirus major (Say)). 